# Николаевка (Марий Эл)
 Николаевка  — опустевшая деревня в Советском районе Республики Марий Эл. Входит в состав Михайловского сельского поселения.

## Географическое положение
Находится в центральной части республики Марий Эл на расстоянии приблизительно 13 км по прямой на юго-запад от районного центра посёлка Советский.

## История
Известна с 1907 году как починок с 35 дворами. Местное название Регенсола. В 1920 году в 54 дворах проживали 138 человек. В 1930 году осталось 34 двора, в которых проживали 143 мари и 21 русский. В советское время работал колхоз имени Кагановича. В 1956 году здесь было 31 хозяйство с населением 115 человек, в 1976 году осталось 9 дворов, в которых жили 23 человека. Через десять лет здесь оставалось лишь 1 хозяйство. В настоящее время деревня превратилась в урочище с покосами жителей Михайловки.

## Население
Население составляло не было учтено как в 2002 году, так и в 2010.